# Кёльнский диалект
Кёльнский диале́кт (нем. Kölsch, устар. Kölnisch) — городской диалект Кёльна и его окрестностей. Принадлежит к рипуарским диалектам средненемецкой группы. Носители диалекта часто в разговорной речи используют рейнландский региолект и литературную верхненемецкую норму на письме.
Кёльнский географически примыкает к рейнско-маасландскому и мозельско-франкскому диалектам, являясь своего рода связующим звеном между ними. Он расположен южнее линии Бенрата, севернее das/dat-линии и западнее вестфальской линии. Несмотря на внутренние лексические и фонетические различия в диалекте, которые варьируют в зависимости от принадлежности носителя к тому или иному социальному слою, его основные характеристики хорошо различимы. Диалект распадается на городской и сельский (или окружной), который развивался на окраинах города.